# Ceryx flava
Ceryx flava är en fjärilsart som beskrevs av Bethune-Baker 1911. Ceryx flava ingår i släktet Ceryx och familjen björnspinnare. Inga underarter finns listade i Catalogue of Life.